# Обертраублинг
Обертраублинг (њем. Obertraubling) општина је у њемачкој савезној држави Баварска. Једно је од 41 општинског средишта округа Регенсбург. Према процјени из 2010. у општини је живјело 7.549 становника. Посједује регионалну шифру (AGS) 9375179.

## Географски и демографски подаци
Обертраублинг се налази у савезној држави Баварска у округу Регенсбург. Општина се налази на надморској висини од 344 метра. Површина општине износи 24,8 km². У самом мјесту је, према процјени из 2010. године, живјело 7.549 становника. Просјечна густина становништва износи 304 становника/km².